# Shannoniana moralesi
Shannoniana moralesi är en tvåvingeart som först beskrevs av Dyar och Frederick Knab 1919.  Shannoniana moralesi ingår i släktet Shannoniana och familjen stickmyggor. Inga underarter finns listade i Catalogue of Life.